# Primož Čučnik
Primož Čučnik, slovenski pesnik, kritik, urednik in prevajalec, * 1. junij 1971, Ljubljana.

## Življenje
Čučnik je končal študij filozofije in sociologije kulture na filozofski fakulteti v Ljubljani. Kot tajnik in pozneje urednik od leta 2000 deluje pri Literarno umetniškem društvu Literatura in reviji Literatura. Leta 2003 je ustanovil tudi lastno založbo Šerpa. Je samozaposlen v kulturi in živi v Ljubljani.

## Literarno delo
Čučnik je slovenski pesnik, ki je svoj prvenec Dve zimi izdal leta 1999. Zbirko Oda na manhatnski aveniji je napisal v New Yorku skupaj s pesnikom Gregorjem Podlogarjem in slikarjem Žigo Karižem (2003). 
Ob izidu prvenca je prejel nagrado knjižnega sejma, leta 2002 pa nagrado zlata ptica. Za pesniško zbirko Delo in dom je leta 2008 prejel nagrado Prešernovega sklada. Leta 2011 je za zbirko Kot dar prejel tudi stanovsko, Jenkovo nagrado, leta 2012 pa za zbirko Mikado Veronikino nagrado.
Kot kritik, esejist je leta 2008 izdal knjigo kritik, esejev in fragmentov Spati na krilu.
Prevaja iz sodobne poljske in ameriške poezije, piše kritike in literarne eseje, kot urednik dela na reviji Literatura. Leta 2002 je ustanovil žepno založbo Šerpa in postal njen duhovni vodja ter urednik. Knjižno je prevedel ali soprevedel številne poljske in ameriške pesnike. Med njegove strokovne prevode sodi delo Zgodovina šestih pojmov avtorja Wladyslawa Tatarkiewicza.

### Poezija
- Dve zimi (CZSK, Aleph, 1999)
- Ritem v rôkah (CZSK, Aleph, 2002)
- Oda na manhatanski aveniji (skupaj z Gregorjem Podlogarjem in Žigo Karižem, Lud Šerpa, 2003)
- Akordi (Lud Šerpa, 2004)
- Nova okna (Lud Literatura, Prišleki 2005)
- Sekira v medu: izbrane pesmi (Lud Šerpa, 2006)
- Delo in dom (Lud Literatura, Prišleki 2007)
- Kot dar (Lud Šerpa, 2010)
- Mikado (Beletrina, 2012)
- Trilogija: izbrane pesmi (LUD Literatura, 2015)
- Ti na S (Lud Literatura, Prišleki 2017)
- Piš čez sen (Lud Literatura, Prišleki 2019)
- Niti v sanjah (Lud Literatura, Prišleki 2022)

### Proza (in drugo)
- Otročjost (Lud Literatura, Prišleki 2013)
- Osel in senca (Lud Šerpa, 2024)

### Esej, kritika
- Spati na krilu (Lud Literatura, Novi pristopi 2008)
- Promet s knjigo (Lud Literatura, Novi pristopi 2016)